# Космические Юра и Нюра
«Космические Юра и Нюра» — российский научно-развлекательный анимационный сериал для детей. Создан Телестудей Роскосмоса. Сериал о маленьких любителях космоса Юре и Нюре.
В работе над мультфильмом принимали участие российские космонавты: Ф. Н. Юрчихин, А. Н. Шкаплеров, С. А. Волков, Е. О. Серова.
Премьера первой серии мультфильма состоялась 1 июня 2016 года в Международный день защиты детей. Всего выпущено 4 серии.
20 апреля 2017 года игрушечные Юра и Нюра стали индикаторами невесомости на российском пилотируемом космическом корабле «Союз МС-04» «Арго» (автор игрушек-индикаторов — И. К. Найденова, кукольник — Н. А. Охливанкина).

## Сюжет
1-я серия «Космодром Восточный». Главные герои, Юра с Нюрой (брат и сестра), вместе со своими родителями приезжают на космодром Восточный.Вокруг много новых зданий и сооружений. Как они называются и для чего нужны? На многочисленные вопросы Юры и Нюры отвечает космонавт Фёдор Юрчихин. В конце серии дети узнают, что самое главное на космодроме.
2-я серия «Байконур». Юра, Нюра и их друзья (Валя, Шура, Герман и Сёма) отправляются на экскурсию в музей Космонавтики. Экскурсовод, космонавт Елена Серова, рассказывает детям о том как был построен первый космодром Байконур.
3-я серия «Солнечная система». Космонавт Антон Шкаплеров приглашает главных героев прогуляться по очень необычной улице и узнать много интересного о нашей Солнечной системе.
4-я серия «Как стать космонавтом». Новогодняя серия. Главные герои вместе со своими друзьями наряжают ёлку и загадывают желания. Юра мечтает стать космонавтом, но что для этого нужно сделать? На этот вопрос отвечает космонавт Сергей Волков.

## Создатели
Мультсериал создан телестудией Роскосмоса.
- Руководитель проекта — А. Н. Островский
- Авторы идеи: Эдуард Драпкин и Ирина Найденова.
- Художник-постановщик — Ирина Найденова
- 3D графика — Эдуард Драпкин
- Монтаж — Сергей Пастухов, Ирина Найденова, Эдуард Драпкин
- Аниматоры — Э. Драпкин, А. Шефер, И. Найденова, Е. Папинова (2-я серия)

## Роли озвучивали
- Анна Коханова — Нюра (1-3 серии)
- Максим Коханов — Юра (1-3 серии)
- Алёна Симахина — Нюра (4 серия)
- Александр Голяновский — Юра (4 серия)
- Александра Сергеева, Сергей Пастухов, Ирина Найденова, Ксения Зима, Михаил Куцкий — друзья Юры и Нюры (2-4 серии)

## Юра и Нюра в космосе
20 апреля 2017 года игрушечные персонажи мультфильма стали индикаторами невесомости на российском пилотируемом космическом корабле Союз МС — 04 «Арго» (автор игрушек-индикаторов — И. К. Найденова, кукольник — Н. А. Охливанкина). После возвращения с МКС, игрушечные Юра и Нюра будут переданы Ф. Н. Юрчихиным в один из онкологических центров.
Космонавт Фёдор Юрчихин планирует с борта Международной станции озвучить героя очередной серии мультсериала.

## Фестивали и показы
В 2016 году сериал «Космические Юра и Нюра» был показан на фестивале КиноМИК в г. Калуга.
В апреле 2017 года, в рамках 60-летия начала космической эры, на базе учреждений культуры 11 муниципальных образований Амурской области состоялся показ документальных видеофильмов о космосе, в том числе и мультсериал «Космические Юра и Нюра».

## Отзывы и критика
Мультипликатор Константин Бронзит, срежиссировавший в своё время мультфильм «Мы не можем жить без космоса», в беседе с НСН раскритиковал идею создания подобных мультфильмов о космосе. По мнению К. Бронзита «…мультипликацией что-то популяризировать — это дохлый номер. Это самый долгий и сложный путь, если есть задача что-то популяризировать. Это довольно бессмысленное занятие. Если хотите продвигать космос — снимите рекламный ролик…».